# 왕벽방
왕벽방(王辟方, ? ~ 기원전 120년)은 전한 중기의 제후로, 개국공신 왕릉의 증손이다.

## 생애
건원 원년(기원전 140년), 아버지 왕유의 뒤를 이어 안국후(安國侯)에 봉해졌다.
원수 3년(기원전 120년)에 죽으니 시호를 안(安)이라 하였고, 작위는 아들 왕정이 이었다.

## 출전
- 사마천, 《사기》 권18 고조공신후자연표
- 반고, 《한서》 권16 고혜고후문공신표

| 전임 아버지 안국종후 왕유 | 전한의 안국후 기원전 140년 ~ 기원전 120년 | 후임 아들 왕정 |